# Coldrain
Coldrain (コールドレイン, Kōrudorein, stylisé coldrain), est un groupe japonais de metalcore, originaire de Nagoya, dans la Préfecture d'Aichi. Formé en 2007, le groupe mêle chant mélodique et hurlement typique au genre post-hardcore.
Sept de leurs titres sont utilisés comme générique d'animes : We're Not Alone est utilisé comme opening de Rainbow : Nisha Rokubou no Shichinin. 8AM est utilisé comme ending de Hajime no Ippo: New Challenger. Feed the Fire est utilisé comme opening de King's Game the Animation. Mayday est utilisé comme second opening de Fire Force. Bloody Power Fame et New Dawn sont utilisés comme openings de BASTARD!!. Vengeance est utilisé comme opening de Ninja Kamui.

## Biographie

### Formation et débuts en major (2007–2008)
Après la séparation des groupes Wheel of Life (RxYxO, Sugi et Y.K.C.) et  AVER (Masato et Katsuma), Coldrain est formé en 2007 à Nagoya avec Masato au chant, RxYxO (Ryo) à la guitare basse, Katsuma à la batterie, et Y.K.C (Yokochi) et Sugi à la guitare. L'intérêt musical qu'ils ont en commun mène à la formation de Coldrain. Lorsque AVER et Wheel of Life débutent ensemble sur scène, AVER entend un morceau de Sevendust joué pendant les répétitions de Wheel of Life ; excité, Katsuma demandera à RxYxO, « me dis pas que t'es aussi fan de Sevendust !? » Peu après, et à chaque fois qu'ils se voient, l'idée de former un groupe émerge. RxYxO est à l'origine au chant, mais se met à la basse à cause de Coldrain. Le groupe se popularise localement en distribuant indépendamment des démos à chacun de leurs concerts.
Un an après la création de Coldrain, un contrat leur est offert par VAP ; ils signent et publient un maxi single, Fiction, le 5 novembre 2008. Ils entreprennent ensuite une tournée nationale de 30 dates.

### Final DestinationetThe Enemy Inside(2009–2011)
Après la tournée, le groupe sort son maxi single, 8AM. L'édition limitée comprend un DVD qui, lui-même, comprend des clips ou trois titres de clips lives : Fiction, Painting, et Come Awake. 8AM est utilisé pour le générique de l'anime Hajime no Ippo: New Challenger,. En 2009, ils jouent pour la première fois au Summer Sonic Festival 2009. En octobre, ils publient leur premier album, Final Destination et embarquent dans une tournée nationale à guichet fermé.
Le groupe sort l'EP Nothing Lasts Forever le 23 juin 2010. L'un des morceaux, We're Not Alone, est utilisé pour l'opening de l'anime Rainbow : Nisha Rokubou no Shichinin. Un autre morceau, Die Tomorrow, est utilisé dans le jeu vidéo Pro Evolution Soccer 2011. Ils jouent ensuite avec d'autres groupes comme Mucc, Avengers in Sci-fi et Totalfat.
Le 16 février 2011, Coldrain publie leur deuxième album, The Enemy Inside, qui gardent les chants mélodiques et les morceaux breakdown de leurs derniers morceaux. Leur morceau The Maze fait participer Mah du groupe SiM au chant. Le 7 décembre la même année, le groupe sort son premier DVD, Three Days of Adrenaline qui est enregistré dans trois villes : Osaka, Nagoya et Tokyo. Le DVD comprend 19 pistes (10 étant issus de The Enemy Inside), 3 courts clips, des performances exclusives, et les clips de To Be Alive et Rescue Me.

### The Revelation(2012–2013)
Le 20 avril 2012, le groupe sort la chanson No Escape qui est utilisé comme trailer pour le jeu vidéo Resident Evil: Operation Raccoon City, et qui provient de leur nouvel EP, Through Clarity, publié le 4 juillet. Il est le premier album enregistré aux États-Unis. L'EP est produit par David Bendeth, célèbre pour ses collaborations avec Paramore, All Time Low et A Day to Remember.
Le 1er août, le départ temporaire de Katsuma est annoncé ; il sera traité contre une maladie chronique héréditaire. Pendant la période de convalescence de Katsuma, trois musiciens le remplacent, ZAX (Pay Money to My Pain), Tatsu (Crossfaith), et YOUTH-K!!! (BPM13GROOVE). En été, ils reviennent sur scène au Summer Sonic Festival 2012. Le 4 novembre, à la Hiroshima University of Economics, ils jouent avec Maximum the Hormone. Cette fois, Katsuma revient au sein du groupe,.
Le 30 novembre, Coldrain annonce son entrée au studio entre décembre et février pour l'enregistrement d'un troisième album avec David Bendeth,. Le 2 mars 2013, le groupe joue au Megaport Music Festival de Kaohsiung devant 5 000 spectateurs, avec notamment Grizzly Bear, Cyndi Wang, Boris, Head Phones President, SiM, LTK Commune, Guntzepaula, et Chochukmo,. Le groupe publie peu après son troisième album The Revelation le 17 avril,. Le 5 mai, le groupe ouvre la tournée The Revelation Tour à Chiba, ici même où ils jouent à l'Ozzfest le 12 mai.

### Débuts internationaux (2014)

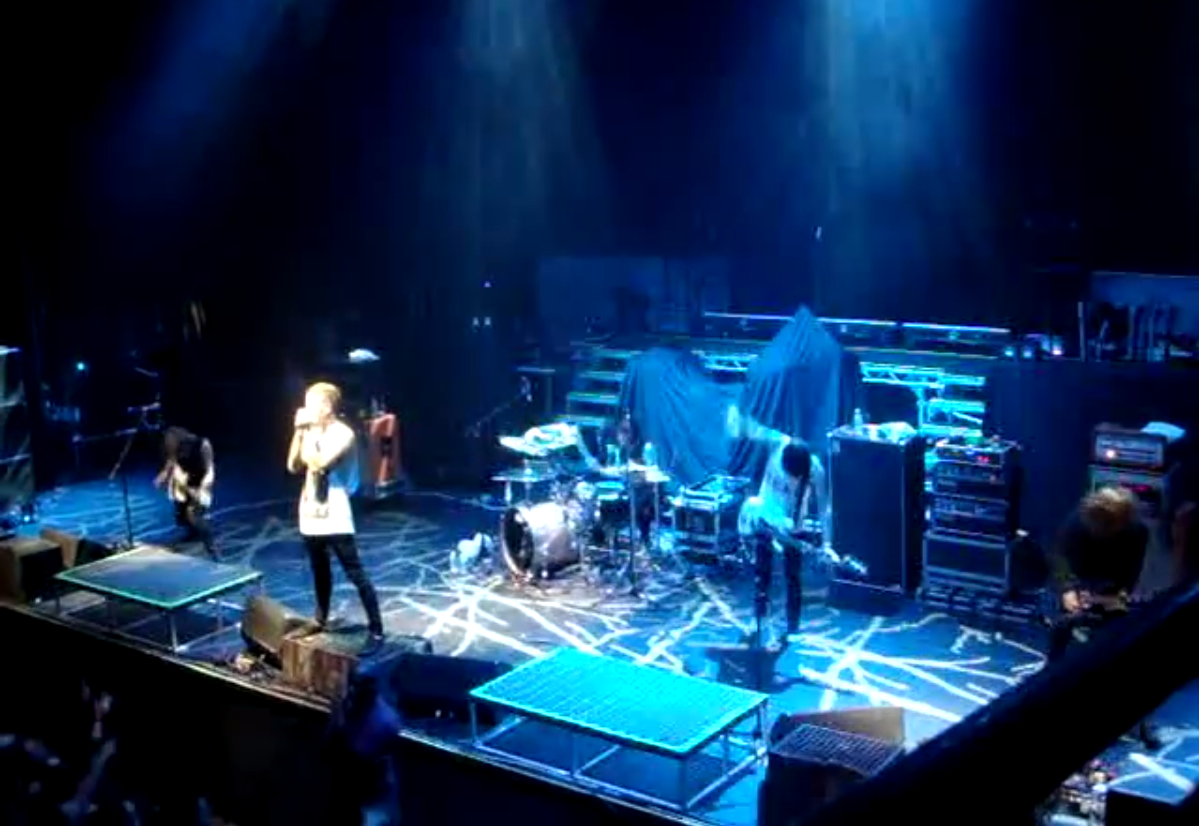
Coldrain à L'Olympia le 5 février 2014.

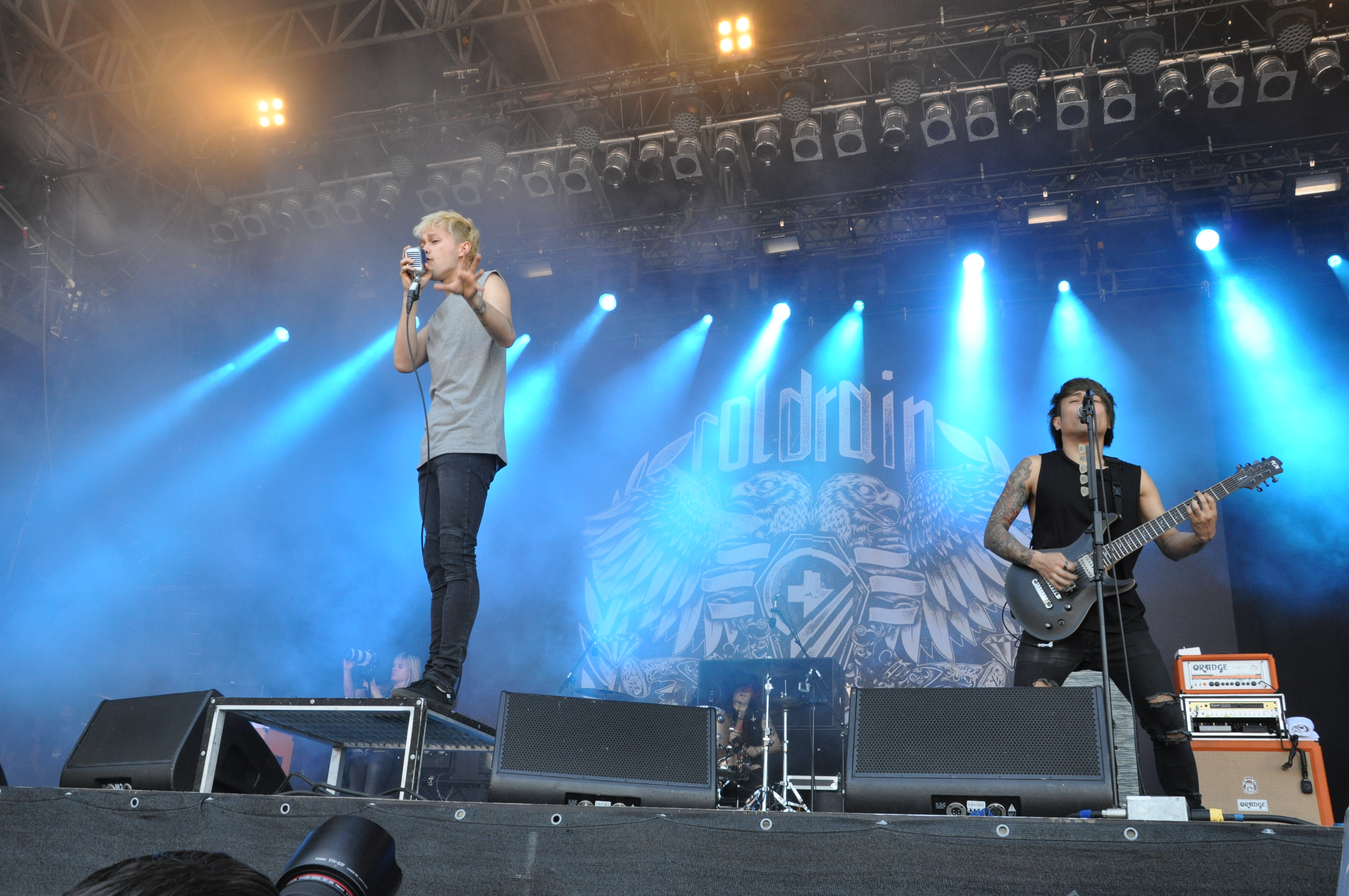
Coldrain au Rock am Ring, en 2014.

En décembre 2013, Coldrain signe avec Raw Power Management, une société britannique qui s'occupe de groupes comme Bullet for My Valentine, Bring Me the Horizon, Of Mice and Men et Crossfaith. Cette signature permet au groupe de faire une tournée européenne avec Bullet for My Valentine et Chiodos entre février et mars 2014. Des dates britanniques sont annoncés, comme pour la sortie de leur EP Through Clarity, le 27 janvier 2014, accompagné du morceau Inside of Me en téléchargement libre seulement si l'EP est précommandé.
Le 21 février 2014, ils annoncent la sortie du DVD The Score 2007-2013. Le 18 janvier 2014, Coldrain enregistre un concert appelé One Man Show Evolve pour leur deuxième DVD, Evolve. La sortie du DVD se fait le 30 avril la même année. L'album est aussi publié en DVD et, pour la première fois pour le groupe, en Blu-ray. Pendant la même période, Coldrain est annoncé pour le Rock am Ring, Rock im Park et le Download Festival 2014 en juin 2014.
Le 9 avril, Coldrain annonce sa signature au label Hopeless Records pour une nouvelle édition du troisième album, The Revelation, qui sera publié à l'international (sauf Asie, Nouvelle-Zélande, et Australie). Le même jour, Hopeless sort le single The Revelation.
L'édition internationale de l'album est publiée le 23 juin en Europe, et le 24 juin en Amérique du Nord. La même année sort leur troisième EP, Until the End, le 18 juin 2014 au Japon,. L'EP comprend six nouveaux morceaux, cinq étant inclus dans la version internationale de The Revelation, publié par Hopeless Records en juin 2014 en Europe et en Amérique du Nord. Le groupe annonce aussi sa sortie en Australie pour le 8 août la même année (chez Sony Music Australia,), et son apparition au festival Soundwave 2015.

### Vena(2015–2016)
Le 27 juin 2015, ils jouent au Lunatic Fest (animé par Luna Sea) au Makuhari Messe, avec 9mm Parabellum Bullet, Dead End, Tokyo Yankees, Siam Shade, Fear, and Loathing in Las Vegas, Dir En Grey, X Japan et Luna Sea. Le 28 août 2015, le groupe sort le morceau Words of the Youth issu de Vena, leur quatrième album, qui sortira à l'international en octobre 2015,. Il est soutenu par une tournée mondiale intitulée MAY EUROPEAN TOUR avec Wage War en mai 2016,.
Le 20 mars 2016, Coldrain est impliqué dans un accident de bus pendant un passage au Texas jusqu'à leur prochain lieu de concert (Silverstein 2016 USA Tour) en Oklahoma,. Aucun blessé n'est rapporté, mais le groupe doit annuler son concert à Tulsa car n'ayant trouvé aucun transport pour les y amener. En été, Coldrain embarque dans une tournée américaine (avec un passage au Monster Energy South Stage) pendant le Vans Warped Tour,,.
Le 17 août 2016, Coldrain sort son troisième single Vena II Worldwide, avec quelques morceaux intitulés Born to Bleed et Undertow et des nouvelles versions de Gone et The Story en acoustique. L'édition limitée comprend un DVD de leur performance de leur tournée VENA JAPAN TOUR 2016 au Zepp Tokyo le 15 janvier 2016.

### Fateless(depuis 2017)
Le 26 juillet 2017, Coldrain annonce un nouvel album sous le nom de Fateless, qui sera publié le 11 octobre 2017 à l'international. L'édition limitée de l'album comprend un CD live de leurs performances spéciales 10e anniversaire  à Nagoya. L'un des morceaux, Feed the Fire, est utilisé pour l'opening de l'anime King's Game the Animation,.

## Membres
- Masato David Hayakawa (マサト, Masato?) - chant
- Yokochi (ヨコチ, Y.K.C.?) - guitare
- Kazuya Sugiyama (スギ, Sugi?) - guitare rythmique, chœurs
- Ryo Shimizu (リョウ, RxYxO?) - basse, chœurs
- Katsuma Minatani (カツマ, Katsuma?) - batterie

## Discographie

### Albums studio
- 2009 : Final Destination
- 2011 : The Enemy Inside
- 2013 : The Revelation
- 2015 : Vena
- 2017 : Fateless
- 2019 : The Side Effects
- 2022 : Nonnegative

### EP
- 2010 : Nothing Lasts Forever
- 2012 : Through Clarity
- 2014 : Until the End

### Maxi-singles
- 2008 : Fiction
- 2009 : 8AM
- 2016 : Vena II

### Singles numériques
- 2012 : No Escape
- 2013 : The Revelation
- 2014 : The War Is On
- 2015 : Words of the Youth
- 2015 : Gone

### DVD
- 2011 : Three Days of Adrenaline
- 2014 : The Score: 2007-2013
- 2014 : Evolve